# Tácticas militares de Alejandro Magno
Las tácticas militares utilizadas por Alejandro Magno (356-323 a. C.) Demuestran que ha sido uno de los más grandes generales de la historia. Durante la Batalla de Queronea (338 a. C.), ganada contra los ejércitos ateniense y tebano, y las batallas del Gránico (334 a. C.) y de Issos (333 a. C.), ganadas contra el ejército persa de Darío III, Alejandro empleó la táctica llamada del «martillo y el yunque». Sin embargo, en la batalla de Gaugamela (331 a. C.), los persas poseían un ejército ampliamente superior en efectivos al ejército macedonio. Esta táctica de cerco por las unidades de choque rápidas no era muy factible. Alejandro tuvo que componer y decidir una formación de combate innovadora para la época: dispuso sus unidades en niveles; fingió querer rodear al enemigo para poder dividirlo mejor y así abrió una brecha en sus líneas defensivas.

## Composición y armas de las tropas
El origen de una infantería de línea, hoplítica, ha de remontarse al reinado de Arquelao

... cuando fue rey Arquelao... organizó sus fuerzas para la guerra con mayor número de caballos, armas y recursos que el que tuvieron juntos los otros ocho reyes que le habían precedido.

Antes de él, la única infantería pesada de la que disponía el Reino de Macedonia le era suministrada por las ciudades griegas aliadas.

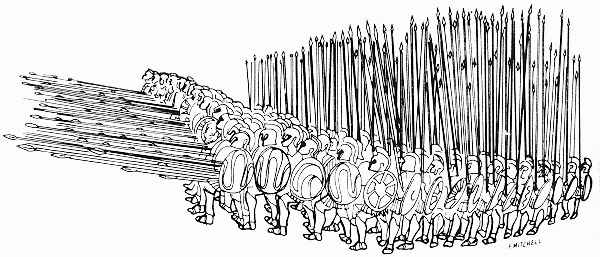
Falange macedonia. El casco corintio no estaba tan generalizado como se muestra en la imagen.

Sin embargo su verdadero creador fue Filipo II, considerado el inventor de la falange macedonia: una infantería pesada particularmente eficaz, liberada de una parte de su armamento defensivo —el escudo fue reducido en un tercio, la coraza abandonada—, en provecho de una pica más larga (5,5 m), la sarissa, y de una velocidad de carga incrementada.
La longitud de las sarissas permitía aumentar el número de filas de hoplitas que podían combatir. La sarissa constaba de una punta en cada extremidad y pesaba mucho (5,6 kg). En su base, una corta punta de hierro le permitía ser plantada en tierra para parar la carga de los soldados enemigos. Esta estrategia era particularmente eficaz para romper las cargas de caballería o de las falanges adversarias. Pero, la falange macedonia era también temible en la utilización ofensiva: el principio era acumular el máximo de energía cinética para que el impacto de las lanzas fuera lo más devastador posible. Para ello, los hoplitas cargaban en grupo compacto de 16 filas tan apretadas que sus masas se acumulaban. El aligeramiento del equipo aumentó la velocidad de la falange, de tal forma que la energía cinética era proporcional al cuadrado de la velocidad (E=1/2Mv²). 
Las falanges macedonias fueron desde entonces mucho más poderosas que sus homólogas clásicas y el impacto era susceptible de derribar muchas filas de soldados de infantería enemigas. Para aumentar este efecto las sarissas eran levantadas hasta la vertical durante la carga (formaban  una red muy apretada que paraba los proyectiles) y puestas en horizontal en el último momento, el asta impelía hacia adelante el hombro del soldado de infantería creando una ola de choque que se propagaba hasta la primera fila y que liberaba un impacto destructor sobre la infantería enemiga, acumulando la energía de la masa impulsada de los hoplitas con la de la bajada de las sarissas. Fuera de la formación apretada de la falange, la sarissa causaba molestias durante las marchas, y por lo tanto, fue dividida en dos partes que eran unidas antes de la batalla. 
Otra ventaja de este armamento es que era menos costoso, por lo que permitía equipar a un gran número de soldados. Esta reforma militar tuvo también consecuencias políticas considerables: permitía integrar una cantidad bastante mayor de macedonios en la defensa del reino, y en su vida política. Al final del reinado de Filipo, el número de macedonios movilizables en la infantería pesada reclutada sobre una base territorial estaba estimado en 30 000.

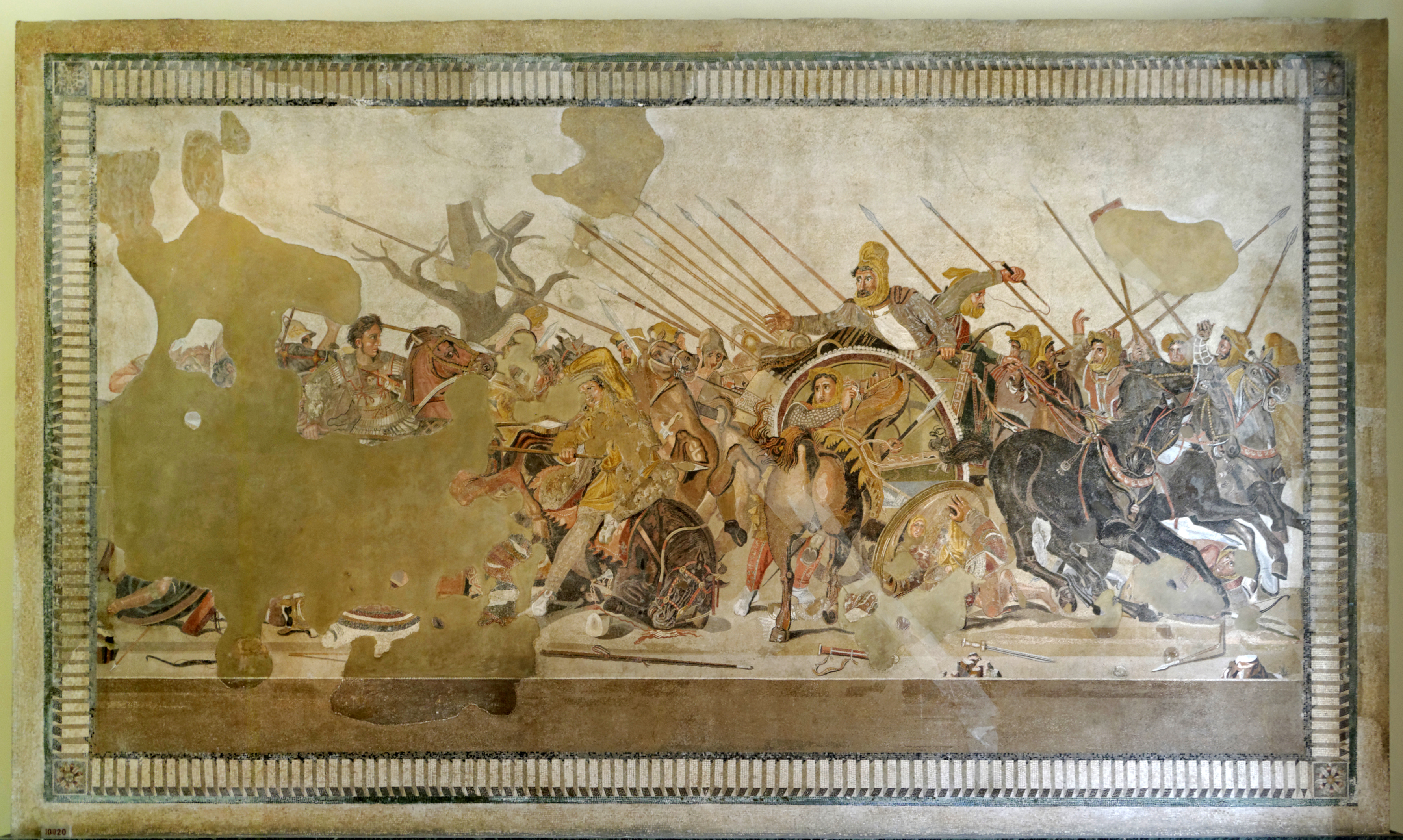
Batalla de Issos representada en un mosaico de la Casa del Fauno en Pompeya, actualmente expuesta en el Museo Arqueológico de Nápoles.

El ejército de Filipo constaba de un núcleo de infantes profesionales, los pezhetairoi (compañeros de a pie), que constituían la guardia real, y una leva territorial.
El ejército de Alejandro constaba de 24 000 infantes  repartidos en 12 taxeis de falangitas de alrededor de 1500 hombres y tres quiliarquías de 1000 hipaspistas. Hay que añadir un número indeterminado de arqueros y de otros falangitas ligeros. Alejandro extendió la denominación de pezhetairoi al conjunto de falangitas, lo que explica la lealtad que estos últimos dedicaron a su persona, y después de su muerte, a sus descendientes directos.
La segunda pieza maestra del ejército macedonio fue la caballería pesada reclutada entre la nobleza de Macedonia, llamada caballería de los Compañeros (hetairoi). Constaba de 3000 caballeros al principio de las campañas de Alejandro, de los cuales 1500 le acompañaron en Asia. Estaba dividida en 12 escuadrones, siendo el primero el 'Escuadrón real (basilikè ilè), que constituía la vanguardia (griego antiguo tο άγεμα, agêma) de la unidad. Este escuadrón tenía un efectivo de 300 caballeros, mientras que los otros constaban de 250 lanzas. Fue Alejandro quien habría extendido el nombre de Compañeros al conjunto de la caballería pesada macedonia.
La unidad básica de la caballería era una ila, escuadrón de 250 caballeros mandados por  un ilarca, y estaba dividido en dos lochoi, divididos a su vez en dos tetraquías de 60 caballeros, mandados por un tetrarca.
La formación táctica de la tetrarquía era la cuña, inventada por Filipo II: el tetrarca estaba en el vértice de esta formación triangular, mientras que los caballeros experimentados ocupaban el centro y las extremidades de las líneas de trece caballeros. El ilarca estaba acompañado de un heraldo que transmitía sus órdenes, y era auxiliado por hiparetas (sirvientes). Las cuatro cuñas de la ila se colocaban en una sola línea de intervalo, respetando un intervalo suficiente entre ellas para permitirles maniobrar. Esta formación permitía una mayor flexibilidad en las maniobras con un cambio rápido de la dirección de ataque. Se podían reunir de dos a cuatro ilai para formar una hiparquía o brigada, bajo el mando de un hiparco.
Cada caballero disponía de un sirviente encargado de cuidar su caballo y su equipamiento. Los caballeros eran propietarios de su montura, y cuando se alistaban recibían el dinero necesario para comprar uno de calidad.
Iba cubierto con un casco, al principio era del modelo frigio, pintado con los colores del escuadrón, hasta que Alejandro impuso el modelo beocio más simple. El casco mostraba las marcas del rango de su portador. Llevaba una coraza y botas, pero no escudo. Estaba armado con una larga lanza (xyston) hecha de madera de cornejo, provista de una doble punta para poder ser utilizada si se rompía. Como arma secundaria, el caballero llevaba en el costado izquierdo una espada curva (kopis, makhaira). Solo los caballeros de las unidades pesadas llevaban armadura.
La utilización táctica de esta caballería estaba basada en el talón de Aquiles de las falanges: su vulnerabilidad en los flancos y en la retaguardia (era prácticamente imposible pivotar para parar un ataque por el flanco y por la retaguardia debido al estorbo de las sarissas). El efecto destructor de la falange se debía a la cohesión de los hoplitas durante el impacto, un ataque de caballería por los flancos o por la retaguardia era susceptible de desorganizar la formación y volverla vulnerable durante el impacto contra otra falange. Era la combinación de la falange y de la caballería en la táctica del martillo y el yunque la que proporcionó la ventaja táctica decisiva a los ejércitos de Alejandro Magno y que fue la base de la conquista su inmenso imperio.
Alejandro, en su periplo hasta el Indo, integró en su ejército el de los países vencidos y se inspiró en ellos para modificar el equipamiento de sus propias fuerzas.

## Táctica del martillo y el yunque

### Principio
Esta táctica no podía realizarse a menos que los dos ejércitos tuvieran más o menos el mismo número de efectivos, ya que consistía en encerrar al contrario por los lados.
- El "yunque" correspondía a la falange y a los hipaspistas (la infantería de élite) que presionaba al adversario y lo contenía en un espacio cerrado.
- El "martillo" correspondía a la caballería pesada de los hetairoi que intervenían justo después.

### Fase 1: "El martillo"
Para llevar a las fuerzas enemigas lejos de su centro, la caballería macedonia rodeaba los flancos del ejército contrario, sistemáticamente por el flanco derecho que estaba comandado por Alejandro en persona, para luego intentar hacer un hueco y colocarse en las líneas enemigas, por lo que obligaban a sus enemigos a  reagruparse.

### Fase 2: "El yunque"
Atacando por los flancos, la caballería macedonia sorprendía a las tropas enemigas por la rapidez y fuerza de su impacto; en el centro, la falange y los hipaspistas avanzaban para abrir el segundo frente. Una vez se le cerraba el paso al enemigo, este quedaba en una trampa. Generalmente, esto causaba una gran confusión porque no podía distinguirse si las unidades estaban dispersas o solo mal coordinadas.

## Táctica de la batalla de Gaugamela
La batalla de Gaugamela supuso la confrontación decisiva entre el ejército de Alejandro y el de Darío III (1 de octubre del 331 a. C.). También se la conoce como batalla de Arbela, debido a su relativa proximidad (100 km) con la ciudad de Arbela, la actual Erbil, al norte de Irak.

### Número de efectivos
Alejandro Magno disponía de un ejército de 47 000 hombres, que eran pocos si los comparamos con los de Darío, quien según los historiadores modernos reunió entre 100 000 y 240 000 soldados (cifra máxima debido a los problemas de suministro). La técnica del "martillo" y del "yunque", que fue la clave de las victorias de Alejandro hasta entonces, ya no podía conducir a la victoria, pues era en efecto imposible rodear a la totalidad del ejército persa.

### Desarrollo de la batalla

#### Disposición en niveles
Con el fin de no dejarse rodear por la innumerable caballería persa, Alejandro decidió disponer a sus tropas en niveles, algo completamente innovador en la Antigüedad. Alejandro tomó el mando del ala derecha de la caballería de compañeros (hetairoi), mientras que Darío III permaneció en el centro, en medio de sus tropas. Para ocupar el máximo terreno posible, Alejandro decidió alargar su flanco derecho. Avanzaba al trote para que le siguieran de cerca sus batallones de tiradores de élite (soldados de a pie equipados con hondas o lanzas de corto alcance), que Alejandro tenía como tropas de apoyo. Dicha táctica le sirvió para hacer que el ejército persa no se percatara de su presencia. Los falangistas y la caballería de Tesalia y Tracia, situada en el ala izquierda bajo el mando de Parmenión, tenían que mantener su posición durante todo el tiempo posible.

#### Ocupación máxima del terreno
El plan de Alejandro funcionó: las tropas A, B y C (letras asignadas arbitrariamente para permitir una definición rápida) les bloquearon el paso, creando así una brecha en el ejército persa. Dando un rápido revés, Alejandro dio media vuelta para dirigirse a la brecha. Los honderos y los lanzadores de jabalina, que hasta entonces estaban tapados por el ala derecha de la caballería, se descubrieron y llevaron a cabo su misión. En los demás frentes, la caballería del ala izquierda y la infantería de Alejandro resistieron a pesar de todo la embestida de los carros persas sobre el centro macedonio.

#### Retirada de Darío
Los honderos y lanzadores de jabalina atacaron a las tropas A, B y C para impedirles realizar sus maniobras. Al desestabilizarse, estas tropas perdieron la formación. Alejandro se metió de lleno en la brecha y decidió ir a por Darío III, subido en su carro y protegido por la Guardia Real. Cuando Darío vio lo que Alejandro pretendía hacer, comprendió que no le quedaba más opción que huir. Su huida desmoralizó a las tropas. En los otros frentes, el ala izquierda y la falange comenzaron a dar signos de debilidad, ya que las tropas que les atacaban no oyeron la señal de retirada por encontrarse en medio del fragor de la batalla y alejados del rey persa.

#### Persecución y muerte de Darío
Tal y como ocurrió en la batalla de Issos, Alejandro estuvo a punto de capturar a Darío, pero la caballería del ala izquierda estaba muy debilitada. Alejandro decidió entonces dejar ir a Darío para poder salvar a su ejército. Aprovechando la situación en que se encontraban los macedonios, las tropas persas huyeron del campo de batalla con sus jefes. Alejandro tenía la victoria asegurada, a pesar de que al principio de la batalla su posición no era favorable, pero quedó decepcionado por no haber podido capturar o matar al Gran Rey.
Darío huye con su guardia de Inmortales y la caballería bactriana. Alejandro y sus compañeros les persiguieron durante 120 km. Al ver que Alejandro estaba decidido a capturar a Darío, un grupo de nobles, entre los que se encontraban los sátrapas Besos, Barsaentes y Nabarzanes, tomaron al rey persa como rehén, para así poder pactar con Alejandro. Sin embargo, decidieron asesinarlo y abandonarlo poco antes de su llegada ante el temor de que Alejandro no aceptase tal negociación. A raíz de esta victoria, Alejandro es coronado como rey de Asia en una ceremonia fastuosa celebrada en Arbela y a su llegada a Babilonia.